# Kim Tae-ri
Đây là một tên người Triều Tiên, họ là Kim.
Kim Tae-ri (tiếng Hàn: 김태리; sinh ngày 24 tháng 4 năm 1990) là một nữ diễn viên người Hàn Quốc. Cô được biết đến qua việc thể hiện những vai chính trong các bộ phim bao gồm vai diễn Nam Sook-hee trong The Handmaiden (2016), vai diễn Go Ae-shin trong Quý ngài Ánh dương (2018), và vai diễn Na Hee-do trong Tuổi hai lăm, tuổi hai mốt (2022).

## Tiểu sử
Kim Tae-ri sinh ngày 24 tháng 4 năm 1990 tại Seoul. Cô có một người anh trai lớn hơn hai tuổi tên là Kim Hye-yeon. Hai anh em cô được bà nội nuôi dạy từ khi còn nhỏ do cha mẹ quá bận rộn với công việc. Ban đầu, mẹ cô muốn đặt tên cho cô là "Tae-jeong" vì bà ấy muốn con gái mình sau này trở thành một chính trị gia, nhưng cha cô đã đổi sang thành Tae-ri khi kê giấy khai sinh cho cô.  Cô chia sẻ rằng: ý nghĩa của cái tên mà cha cô đặt là khi cô được sinh ra, một bông hoa lê đã nở rộ thật đẹp trong xóm.
Sau khi tốt nghiệp trường Trung học nữ Youngshin, cô theo học ngành truyền thông báo chí tại Đại học Kyung Hee và cô đã tốt nghiệp với tấm bằng cử nhân.

## Sự nghiệp
Kim Tae-ri bắt đầu sự nghiệp diễn xuất của mình bằng cách tham gia vào một vài vở kịch nhỏ và tham gia vào một vài quảng cáo CF nhỏ nhờ sở hữu ngoại hình xinh xắn. Vào năm 2015, khi tham gia buổi casting cho bộ phim The Handmaiden của đạo diễn lừng danh Park Chan-wook cô đã đánh bại 1.500 thí sinh để có được vai diễn nữ chính đầu tiên trên màn ảnh rộng, diễn xuất bên cạnh những tên tuổi lớn Kim Min-hee, Ha Jung-woo, Jo Jin-woong. Đạo diễn Park đã không tiếc lời ca ngợi cô: "Cô ấy là tân binh nhưng sở hữu một diễn xuất tự tin như một diễn viên chuyên nghiệp". Bộ phim đã mang về cho Kim Tae-ri nhiều đề cử và giải thưởng danh giá. Cô đã chiến thắng 8/10 đề cử liên tục từ năm 2016 đến 2017. Ngoài ra, Bộ phim The Handmaiden của đạo diễn Park Chan-wook còn vinh dự được mời đi tranh giải Cành Cọ Vàng tại Cannes và diễn xuất của Kim Tae-ri được nhiều nhà phê bình đánh giá rất cao. Năm 2018, The Handmaiden còn xuất sắc trở thành "Phim nước ngoài hay nhất" tại Giải thưởng viện Hàn Lâm Anh Quốc (BAFTA), được xem như Oscar của nước Anh.
Thừa thắng xông lên, năm 2017, Kim Tae-ri xuất hiện trong bộ phim mang đề tài chính trị 1987: When the Day Comes bên cạnh các bậc tiền bối tên tuổi như Kim Yoon-seok, Ha Jung-woo, Yoo Hae-jin và lập nhiều kỷ lục phòng vé. Bộ phim được vinh danh ở nhiều giải thưởng và được Tổng Thống Hàn Quốc khen ngợi. Năm 2018, Kim Tae-ri tiếp tục xuất hiện vào vai chính của bộ phim Little Forest. Vai chính Hye-won đã giúp cô chiến thắng ở hạng mục "Diễn viên nữ xuất sắc nhất" năm 2018 của giải thưởng 18th Director'c Cut Awards, giải thưởng Hiệp hội đạo diễn Hàn Quốc bình chọn. Cùng năm đó, cô chào sân lần đầu trên màn ảnh nhỏ trong bộ phim cổ trang Quý ngài Ánh dương, được chấp bút bởi biên kịch vàng Kim Eun-sook. Quý ngài Ánh dương liên tục lập kỷ lục rating, diễn xuất của cô nhận được nhiều lời khen ngợi từ khán giả cũng như giới chuyên môn.
Năm 2019, Kim Tae-ri được Forbes xếp hạng top 40 sao Hàn quyền lực nhất. Cùng năm đó, Kim Tae-ri hợp tác với Song Joong-ki trong phim điện ảnh khoa học viễn tưởng Con tàu Chiến Thắng, do Jo Sung-hee đạo diễn.
Đầu năm 2020, cô xác nhận tham gia vào bộ phim bom tấn Alien của đạo diễn Choi Dong-hoon, phim còn có sự tham gia của nhiều diễn viên nổi tiếng  Ryu Jun-yeol, Jo Woo-jin, Kim Woo-bin, So Ji-sub và Yum Jung-ah.
Vào tháng 7 năm 2021, Kim Tae-ri rời J-Wide Company và ký hợp đồng với Mangagement MMM. CEO của công ty MMM cũng chính là người quản lý lâu năm thân thiết của cô khi còn thuộc J-Wide -người đã bên cạnh hỗ trợ giúp đỡ cho cô ngay từ những ngày đầu khi còn là tân binh.
Năm 2022, sự trở lại với diễn xuất tuyệt vời của Kim Tae-ri qua tác phẩm truyền hình đình đám Tuổi hai lăm, tuổi hai mốt ,đã mang về cho cô cú đúp giải thưởng danh giá của Baeksang Awards lần thứ 58 hạng mục truyền hình (giải Nữ diễn viên xuất sắc nhất và Nữ diễn viên được yêu thích nhất).

## Danh sách phim

### Phim điện ảnh
| Năm  | Tên                      | Tên tiếng Hàn | Vai               | Ghi chú      | Nguồn |
| ---- | ------------------------ | ------------- | ----------------- | ------------ | ----- |
| 2010 | Citizen Zombie           | 시민좀비      | Art               | Phim ngắn    |       |
| 2014 | What Are You Looking At? | 뭐보노?       | Nữ sinh trung học | Phim ngắn    |       |
| 2015 | Who Is It?               | 누구인가      |                   | Phim ngắn    |       |
| 2015 | Lock Out                 | 락아웃        | Người phụ nữ      | Phim ngắn    |       |
| 2015 | Moon Young               | 문영          | Moon-young        | Phim độc lập | [ 1 ] |
| 2016 | The Handmaiden           | 아가씨        | Nam Sook-hee      |              | [ 2 ] |
| 2017 | 1987: When the Day Comes | 1987          | Lee Yeon-hee      |              | [ 3 ] |
| 2018 | Little Forest            | 리틀 포레스트 | Song Hye-won      |              | [ 4 ] |
| 2021 | Con tàu Chiến Thắng      | 승리호        | Đội trưởng Jang   | Netflix      |       |
| 2022 | Alienoid 1               | 외계+인1부    | Ean               |              |       |
| 2024 | Alienoid 2               |               | Ean               |              |       |

### Phim truyền hình
| Năm  | Tên                              | Tên tiếng Hàn     | Vai           | Kênh | Ghi chú           | Nguồn |
| ---- | -------------------------------- | ----------------- | ------------- | ---- | ----------------- | ----- |
| 2016 | Đoàn tùy tùng                    | 안투라지          | Chính mình    | tvN  | Khách mời (tập 1) | [ 5 ] |
| 2018 | Quý ngài Ánh dương (Mr.Sunshine) | 미스터 션샤인     | Go Ae-shin    | tvN  | Vai chính         | [ 6 ] |
| 2022 | Tuổi hai lăm, tuổi hai mốt       | 스물다섯 스물하나 | Na Hee-do     | tvN  | Vai chính         |       |
| 2023 | Revenant                         | 악귀              | Goo San-young | SBS  | Vai chính         |       |
| 2024 | Jeong Nyeon                      |                   | Jeong Nyeon   | TVN  | Vai chính         |       |

## Giải thưởng đề cử
| Năm  | Giải thưởng                                          | Hạng mục                                               | Đề cử                      | Kết quả   | Nguồn  |
| ---- | ---------------------------------------------------- | ------------------------------------------------------ | -------------------------- | --------- | ------ |
| 2016 | 16th Director's Cut Awards                           | Nữ diễn viên mới xuất sắc nhất                         | The Handmaiden             | Đoạt giải | [ 7 ]  |
| 2016 | 25th Buil Film Awards                                | Nữ diễn viên mới xuất sắc nhất                         | The Handmaiden             | Đoạt giải | [ 8 ]  |
| 2016 | 17th Busan Film Critics Awards                       | Nữ diễn viên mới xuất sắc nhất                         | The Handmaiden             | Đoạt giải | [ 9 ]  |
| 2016 | 37th Blue Dragon Film Awards                         | Nữ diễn viên mới xuất sắc nhất                         | The Handmaiden             | Đoạt giải | [ 10 ] |
| 2016 | 17th Women in Film Korea Festival                    | Nữ diễn viên mới xuất sắc nhất                         | The Handmaiden             | Đoạt giải | [ 11 ] |
| 2016 | Cine 21 Awards                                       | Nữ diễn viên mới xuất sắc nhất                         | The Handmaiden             | Đoạt giải | [ 12 ] |
| 2017 | 8th Korean Film Reporters Association Awards (KOFRA) | Nữ diễn viên mới xuất sắc nhất                         | The Handmaiden             | Đoạt giải | [ 13 ] |
| 2017 | 6th Marie Claire Film Festival                       | Best Newcomer                                          | The Handmaiden             | Đoạt giải |        |
| 2017 | 11th Asian Film Awards                               | Best Newcomer                                          | The Handmaiden             | Đoạt giải | [ 14 ] |
| 2017 | 53rd Baeksang Arts Awards                            | Nữ diễn viên mới xuất sắc nhất                         | The Handmaiden             | Đề cử     |        |
| 2017 | 22nd Chunsa Film Art Awards                          | Nữ diễn viên mới xuất sắc nhất                         | The Handmaiden             | Đề cử     |        |
| 2017 | 17th Korea World Youth Film Festival                 | Diễn viên mới được yêu thích nhất                      | The Handmaiden             | Đoạt giải | [ 15 ] |
| 2017 | 2nd Asia Artist Awards                               | Nghệ sĩ giải trí xuất sắc nhất                         | —                          | Đoạt giải | [ 16 ] |
| 2018 | 24th Korean Popular Culture & Arts Awards            | Minister of Culture, Sports and Tourism's Commendation | —                          | Đoạt giải | [ 17 ] |
| 2018 | 2nd Shinfilm Art Film Festival                       | Choi Eun-hee Actor Award                               | Little Forest              | Đoạt giải | [ 18 ] |
| 2018 | 18th Korea World Youth Film Festival                 | Popular Actress Award                                  | Little Forest              | Đoạt giải | [ 19 ] |
| 2018 | 54th Baeksang Arts Awards                            | Nữ diễn viên xuất sắc nhất                             | Little Forest              | Đề cử     | [ 20 ] |
| 2018 | 39th Blue Dragon Film Awards                         | Nữ diễn viên xuất sắc nhất                             | Little Forest              | Đề cử     | [ 21 ] |
| 2018 | 27th Buil Film Awards                                | Nữ diễn viên xuất sắc nhất                             | Little Forest              | Đề cử     | [ 22 ] |
| 2018 | 18th Director's Cut Awards                           | Nữ diễn viên xuất sắc nhất                             | Little Forest              | Đoạt giải | [ 23 ] |
| 2018 | 13th University Film Festival of Korea               | Nữ diễn viên xuất sắc nhất                             | Little Forest              | Đoạt giải | [ 24 ] |
| 2018 | 23rd Chunsa Film Art Awards                          | Nữ diễn viên xuất sắc nhất                             | 1987: When the Day Comes   | Đề cử     | [ 25 ] |
| 2018 | 55th Grand Bell Awards                               | Nữ diễn viên xuất sắc nhất                             | 1987: When the Day Comes   | Đề cử     | [ 26 ] |
| 2018 | 2nd The Seoul Awards                                 | Nữ diễn viên phụ xuất sắc nhất                         | 1987: When the Day Comes   | Đề cử     | [ 27 ] |
| 2018 | 2nd The Seoul Awards                                 | Nữ diễn viên mới xuất sắc nhất                         | Quý ngài Ánh dương         | Đề cử     | [ 27 ] |
| 2018 | 11th Korea Drama Awards                              | Nữ diễn viên mới xuất sắc nhất                         | Quý ngài Ánh dương         | Đề cử     | [ 28 ] |
| 2018 | 6th APAN Star Awards                                 | Nữ diễn viên mới xuất sắc nhất                         | Quý ngài Ánh dương         | Đoạt giải | [ 29 ] |
| 2018 | 6th APAN Star Awards                                 | K-Star Award                                           | Quý ngài Ánh dương         | Đề cử     | [ 30 ] |
| 2019 | 55th Baeksang Arts Awards                            | Nữ diễn viên xuất sắc nhất                             | Quý ngài Ánh dương         | Đề cử     | [ 31 ] |
| 2019 | 14th Annual Soompi Awards                            | Nữ diễn viên xuất sắc của năm                          | Quý ngài Ánh dương         | Đề cử     |        |
| 2019 | 24th Chunsa Film Art Awards                          | Nữ diễn viên xuất sắc nhất                             | Little Forest              | Đề cử     | [ 32 ] |
| 2021 | 30th Buil Film Awards                                | Star of the year                                       | Con tàu Chiến Thắng        | Đề cử     |        |
| 2022 | 58th Baeksang Arts Awards                            | Nữ diễn viên xuất sắc nhất                             | Tuổi hai lăm, tuổi hai mốt | Đoạt giải |        |
| 2022 | 58th Baeksang Arts Awards                            | Nữ diễn viên được yêu thích nhất                       | Tuổi hai lăm, tuổi hai mốt | Đoạt giải |        |
| 2022 | Brand Of The Year Award                              | Nữ diễn viên của năm                                   | Tuổi hai lăm, tuổi hai mốt | Đoạt giải |        |
| 2022 | 8th APAN Star Awards                                 | Nữ diễn viên xuất sắc nhất                             | Tuổi hai lăm, tuổi hai mốt | Đề cử     |        |
| 2022 | 8th APAN Star Awards                                 | K-Star Award                                           | Tuổi hai lăm, tuổi hai mốt | Đề cử     |        |
| 2022 | Korea Drama Awards 2022                              | Daesang                                                | Tuổi hai lăm, tuổi hai mốt | Đề cử     |        |
| 2022 | 31th Bui Film Awards                                 | Star of the year                                       | Alienoid 1                 | Đề cử     |        |
| 2023 | Korea Drama Awards 2023                              | Nữ diễn viên xuất sắc nhất                             | Revenant                   | Đề cử     |        |
| 2023 | SBS Drama Awards                                     | Nữ diễn viên xuất sắc nhất                             | Revenant                   | Đề cử     |        |
| 2023 | SBS Drama Awards                                     | Daesang                                                | Revenant                   | Đoạt giải |        |
| 2023 | APAN Star Awards 2023                                | Nữ diễn viên xuất sắc nhất                             | Revenant                   | Đề cử     |        |